# Paleochóri (Leonídio, Arcadie)
Pour les articles homonymes, voir Paleochóri.
Paleochóri (grec moderne : Παλαιοχώρι) est une localité située dans le dème de Cynourie-du-Sud, dans le district régional d'Arcadie, dans la périphérie du Péloponnèse, en Grèce.
Selon le recensement de 2021, elle compte 121 habitants.